# Viborg (gemeente)
Viborg is een gemeente in de Deense regio Midden-Jutland. Hoofdplaats van de gemeente is de gelijknamige stad Viborg. Bij de herindeling van 2007 werden de volgende gemeentes bij Viborg gevoegd: Bjerringbro, Fjends, Karup, Møldrup, Tjele en een klein deel van de voormalige gemeente Aalestrup. De huidige gemeente telt 96.477 inwoners (2017)

## Gemeente Viborg tot 2007
De gemeente Viborg telde tot de gemeentelijke herindeling 43.851 inwoners en had een oppervlakte van 312,54 km² (cijfers 2005).

## Plaatsen in de gemeente
| - Karup - Skelhøje - Hald Ege - Rindsholm - Ulbjerg - Frederiks - Kølvrå - Bjerringbro - Mønsted - Tapdrup - Vejrumbro - Ørum - Bjerregrav - Møldrup - Klejtrup - Løvel - Vammen - Sahl - Rødding - Mammen - Grønhøj | - Rødkærsbro - Tange - Fly - Stoholm - Kjeldbjerg - Sjørup - Vridsted - Bruunshåb - Hammershøj - Kvorning - Sparkær - Skals - Løgstrup - Ravnstrup - Birgittelyst - Hvam Stationsby - Viborg - Finderup - Vinkel - Sønder Rind - Knudby - Hjarbæk |

Aarhus · Favrskov · Hedensted · Herning · Holstebro · Horsens · Ikast-Brande · Lemvig · Norddjurs · Odder · Randers · Ringkøbing-Skjern · Samsø · Silkeborg · Skanderborg · Skive · Struer · Syddjurs · Viborg
- International Standard Name Identifier: 0000 0004 0414 2970
- Library of Congress Control Number: n79079233
- MusicBrainz: dfe9640d-0da6-46fe-b64e-bf64399573ef